# Heterozonium hirsutum
Heterozonium hirsutum är en mångfotingart som beskrevs av Karl Wilhelm Verhoeff 1901. Heterozonium hirsutum ingår i släktet Heterozonium och familjen Hirudisomatidae. Inga underarter finns listade i Catalogue of Life.